# Ala ellittica

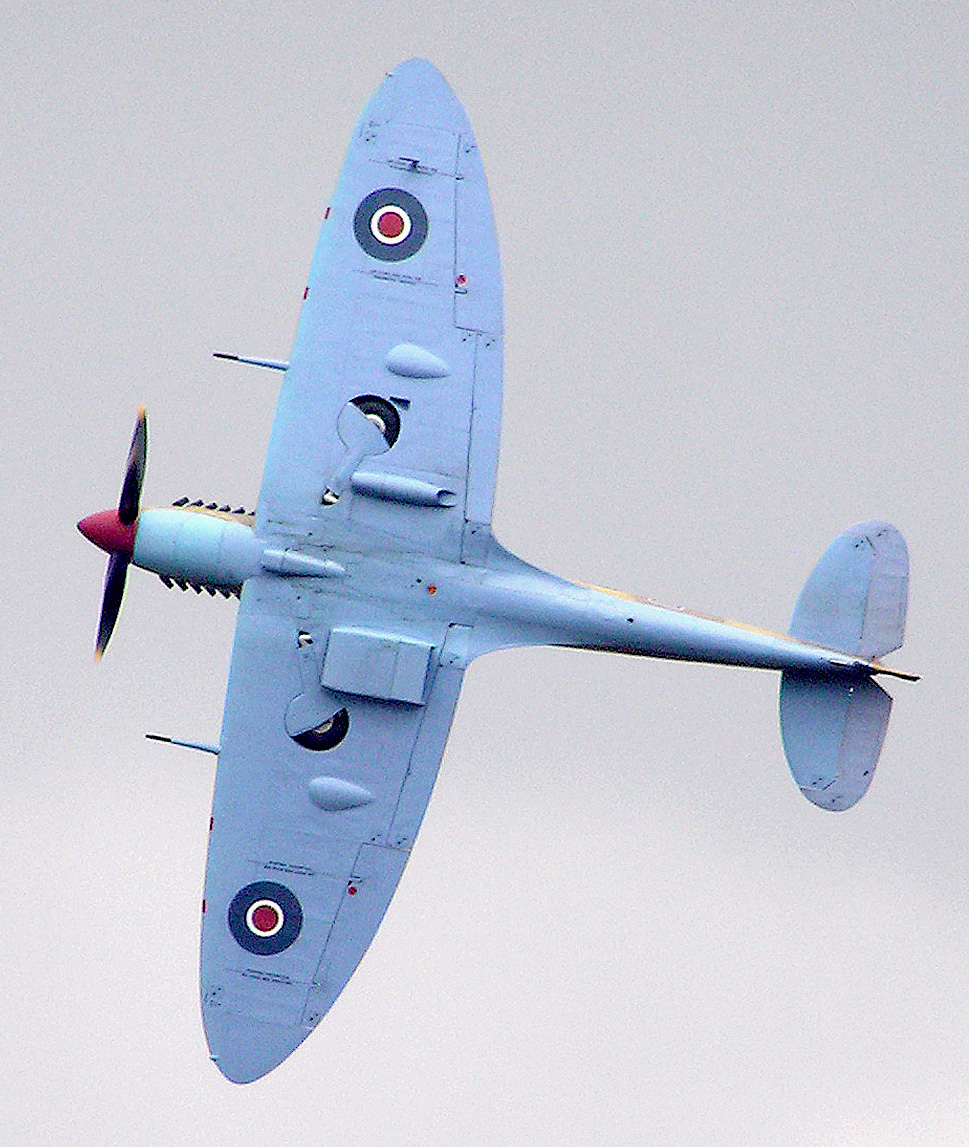
Supermarine Spitfire

Un'ala  ellittica è una configurazione alare apparsa negli anni 30 del XX secolo per diminuire la resistenza aerodinamica degli aeromobili.
La forma ellittica riduce la curvatura delle ali fino alla punta causando un flusso d'aria in modo uniforme su tutta la lunghezza e una forza di spinta vicina allo zero alla sua estremità. Tutto ciò permette di migliorare l'efficienza aerodinamica.
Il suo impiego, tuttavia, è rimasto limitato per diversi motivi: 
- la fabbricazione di componenti per l'ala ellittica è difficile e costoso;
- la forma ellittica pura è difficilmente realizzabile. Un'ellisse troncata può avere la stessa efficacia. E un'ala trapezoidale, più facile da produrre, ha un'efficacia molto prossima a questa.
- La spinta uniforme su tutta l'ala aumenta il rischio di stallo a bassa velocità.

## Esempi
- Heinkel He 70
- Heinkel He 111
- Republic P-47 Thunderbolt
- Supermarine Spitfire
- Mudry CAP 10